# تاریخ چین

برنامهٔ تصوری قلمروی تقریبی امپراتوری‌ها و ایالت‌های مختلف در تاریخ چین (چین بزرگ)

تاریخ چین، تمدن چندین هزار سال را در یک منطقه جغرافیایی گسترده در بر می‌گیرد. هر منطقه ای که اکنون بخشی از تاریخ چین محسوب می‌شود، دوره‌هایی از اتحاد، شکست، شکوفایی و نزاع را تجربه کرده است. تمدن چین برای نخستین بار در دره رودخانه زرد ظاهر شد که همراه با حوضه رود یانگ تسه هسته جغرافیایی حوزه فرهنگی چین را تشکیل می‌دهد. چین تنوع غنی از گروه‌های قومی و زبانی را حفظ کرده است. در تاریخ چین، سلسله‌های امپراتوری ظهور و سقوط می‌کنند، و دستاوردهای خاصی به آنها نسبت داده می‌شود. در سرتاسر این روایت‌ها تمدن چین را می‌توان به عنوان یک رشته ناگسستنی هزاران ساله در گذشته ردیابی کرد و آن را به عنوان یکی از مهدهای تمدن دانست. در زمان‌های مختلف، دولت‌هایی که فرهنگ غالب چین را نمایندگی می‌کنند، به‌طور مستقیم مناطقی را کنترل کرده‌اند.

## چین باستان

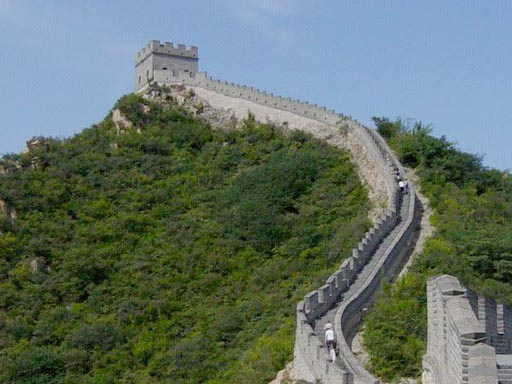
دیوار چین میراث سلسه هان

### تمدن‌های نخستین چینی
نخستین تمدن‌های چین در حاشیهٔ رودهای یانگ تسه و رود زرد شکل گرفت. یافته‌های مربوط به ۵۰۰۰ سال پیش از میلاد، نشان می‌دهد که انسان‌هایی در دره یانگ تسه ساکن شده و به کشاورزی پرداخته‌اند. آن‌ها آبادی‌هایی را پدیدآوردند و برنج کاری را توسعه دادند، اما در دره رود زرد «هوانگ هو» ارزن کاشته می‌شد، زیرا هوای شمال چین برای کشت برنج بسیار سرد بود. در این منطقه فرهنگی سر برآورد که آن را به افتخار روستایی از استان خی نن، فرهنگ یانگ شائو نامیده‌اند - زیرا در سال ۱۹۲۱ میلادی، بقایای سکونت انسان‌ها در این منطقه به دست آمد. دوران اوج و شکوفایی این فرهنگ بین سالهای ۵۰۰۰ تا ۳۰۰۰ پیش از میلاد بود.
در اواسط قرن بیستم، باستان‌شناسان روستای ۶۰۰۰ ساله بانپو را از زیر خاک بیرون آوردند. در این منطقه، پایه‌های تعداد زیادی ساختمان،
محل‌های روشن کردن آتش، انبارهای مواد غذایی، ظروف سفالی و چندین گور حاوی اسکلت شناسایی شد. وجود ساختمان عمومی مدوری که خانه‌های مسکونی در اطراف آن قرار داشتند نیز حاکی از آن بود که زندگی گروهی-اجتماعی سازمان یافته‌ای در این منطقه وجود داشته است. طغیان‌های عظیم دو رود یانگ تسه و خوانگ خه، تمدن‌های باستانی چین را از بین برد.

### سیل بزرگ
در حدود میانه قرن بیست و سوم پیش از میلاد، نبیره امپراتور زرد به نام یائو در شانزده سالگی به سلطنت نشست. یائو نیز، مانند نیای پر آوازه‌اش، به سبب فرمانروایی توأم با خردمندی و مهربانی از عشق و احترام مردم برخوردار شد. اما بعدها، در دوران سلطنت یائو، سیل و طوفان آن سرزمین را ویران کردو سبب آشفتگی شد و خطر فروپاشی امپراتوری را پیش آورد. یائو گزارش‌های مثبتی در مورد مردی به نام شوین شنیده بود و او را راضی کرد که دستیارش باشد. سپس قرار شد به‌طور هم‌زمان دو امپراتور وجود داشته باشد. اما در واقع یائو امپراتور اصلی بود.

### سلطنت پادشاه شوین
همین که شوین به پادشاهی منصوب شد، به سرعت مشکلات مربوط به مهار سیل را حل کرد و به نقاطی که بیش از همه آسیب دیده بود، سفر کرد تا از نزدیک نتایج کار را ببیند. او به این نتیجه رسید که روش‌هایی که سرمهندس یائو، گون، به کار می‌بست نامناسب است. وقتی گون حاضر نشد روش‌های تازه‌ای را بیازماید، شوین او را برکنار کرد و یو، پسر گون، را به عنوان مهندس جدید برگزید. یو با چنان اراده و عزم این کار را پی گرفت که تنها چند سال بعد، سیلاب تحت کنترل درآمد.
سلسلهٔ شیا، نخستین پادشاهی چین را «یو» پایه‌گذاری کرد. یو امپراتوری افسانه‌ای بود که بر سیلاب‌ها فرمان می‌راند. برای مدتی در زمان «شیانگ» یکی از امپراتوران شیا، جنگ داخلی کشور را فرا گرفت. آخرین امپراتور شیا، «جی» نام داشت. او ظلم و ستم زیادی به مردم می‌کرد و سرانجام حکومت شیا به دست یک کشاورز شورشی به نام «تانگ» از بین رفت.

### سلسله شانگ
سلسله شانگ از سال ۱۷۶۶ تا ۱۱۲۲ پیش از میلاد حکومت می‌کرد. این دوران، عصر برنز نام داشت. در این امپراتوری، شهرها داخل حصارهایی بلند قرار داشتند و از نوعی خط هم استفاده می‌شد. آثار هنری برنزی این دوره سبب شهرت آن فرهنگ شده است. پادشاهان شانگ، بر منطقه پهناور شمال چین حکومت می‌کردند. پایتخت این سلسله، شهر «یین» بود.
در آغاز قرن بیستم، در حفاری‌های شهر آن یانگ، بقایای شهر یین، کشف شد. آرامگاه یازده تن از دوازده فرمانروای شانگ، در این منطقه قرار دارد. اجساد این فرمانروایان را درون تابوتهای چوبی لاک خورده به خاک سپرده بودند. هر گور تا ۱۲ متر عمق داشت. زیر تابوت‌ها، دیگ‌های بزرگ برنزی و بقایای ارابه‌هایی کشف شد که به اسکلت اسب‌ها و انسان‌ها متصل بودند. سنت قربانی کردن اطرافیان پادشاه پس از مرگ «وی» که از اخلاف شانگ بود، منسوخ شد.

### سلسله جو
وو، رئیس قبیله جو، در سال ۱۱۲۲ پیش از میلاد، هنگامی که ارتش شانگ برای یک نبرد، خارج از پایتخت بود، به یین حمله کرد و پادشاه شانگ را شکست داد. سرانجام پادشاه شانگ در آتش خودکشی کرد. سلسله جو تا سال ۲۲۱ پیش از میلاد و بیش از هر سلسله دیگری بر چین حکومت کرد. مشکل وو شاه اعضای فراری خاندان شانگ بود که ارتشی را تشکیل داده بودند و خواهان احیای سلسله شانگ بودند. پس از مرگ وو شاه، برادرش ملقب به فرماندار جو، نایب السلطنه چانگ وانگ، پسر وو شد. فرماندار جو توانست ارتش شانگ را شکست دهد و فرماندهان آن‌ها را دستگیر کند.

## دوران آشوب
با وجود اقتدار آغازین، سلسله جو به مرور ضعیف شد. سرزمین چین هر روز به واحدهای کوچک سیاسی تجزیه می‌شد. در دوره «بهار و پاییز» از سال ۷۲۲ تا حدود ۴۷۵ پیش از میلاد، بیش از ۱۷۰ دولت خودمختار در چین به وجود آمدند. در عصر دولت‌های جنگ‌طلب از حدود سال ۴۷۵ تا ۲۲۱ پیش از میلاد، نیز فقط هشت یا نه دولت بزرگ وجود داشتند. در این دوران سرزمین چین گرفتار جنگ‌هایی سلطه‌جویانه بود. این جنگ‌ها اغلب در حاشیه رود زرد رخ می‌دادند.
کانگ فو یا استاد کانگ که بعدها در غرب با نام کنفسیوس شناخته شد، در استان شاندونگ در شرق چین، به دنیا آمد. او چند سالی را در دربار شاندونگ گذراند سپس وطنش را ترک کرد و ۱۳ سال را در شمال چین به سرگردانی گذراند. کنفوسیوس دوران آغازین جو را عصر طلایی می‌دانست که هماهنگی‌های اجتماعی در آن به حد کمال رسیده بود. کنفوسیوس در سال ۴۷۹ پیش از میلاد، در سن ۷۲ سالگی درگذشت.

## دوران امپراطوری

### سلسلهٔ چین
سرانجام «دودمان چین یا دودمان کین» که هر روز قدرتمندتر می‌شد، دولت‌های دیگر را مغلوب کرد و بر آن‌ها مسلط شد. نام سرزمین چین از نام همین سلسله گرفته شده است. در سال ۲۴۶ پیش از میلاد، پادشاه نه ساله چین، چین شی هوانگ بر تخت نشست. او با حمایت مشاوران برجسته‌اش، خود را فرمانده ارتش نامید و دولت‌های پراکنده را یکی پس از دیگری مغلوب کرد. او در سال ۲۲۱ پیش از میلاد، حکومتی مرکزی تأسیس کرد و خود را نخستین امپراتور چین نامید. او پس از دو حادثه ننگ‌آور شهرت بدی یافت. این امپراتور دستور داد که تعداد بسیار زیادی از کتاب‌های تاریخی و همین‌طور آثار کنفسیوس رادر آتش بسوزانند. تاریخ چین می‌بایست به خواست او، از زمان تاجگذاریش به بعد نوشته می‌شد. همچنین شی هوانگ دی، دستور داد ۴۶۰ نفر از دانشمندانی را که در برابر کتاب سوزی مقاومت کرده بودند، در دره‌ای بیرون از شهر، زنده به گور کنند.

#### اقدامات شی هوانگ دی
شی هوانگ دی دستور داد که در سرتاسر قلمروش با خطی واحد که شامل ۳۰۰۰ نشانه بود نگارش شود. بدین ترتیب، در سراسر چین کتیبه‌های یادبود و سنگ نوشته‌هایی با خط واحد ساخته شد. همین کتیبه‌ها و نشانه‌ها اساس خط امروزی چین را پدیدآورده‌اند. امپراتور برای سرتاسر سرزمین چین، مقررات لازم الاجرایی وضع کرد. به دستور او، واحد پول، واحدهای اندازگیری طول و وزن و حتی اندازه پهنای وسایل نقلیه یکسان شد. شی هوانگ دی در پایتخت خود، شین یانگ، مستقر شد که در نزدیکی شیان، در استان شان شی بود. امپراتور فرمان داد جاده‌هایی بسازند که همه بخش‌های کشور را به پایتخت متصل کنند. این جاده مستقیم ۵۰ متر عرض و ۹۰۰ کیلومتر درازا داشته و به طرف شمال تا مرکز دشت مغولستان پیش می‌رفته است.

#### مرگ شی هوانگ دی
شی هوانگ دی در سال ۲۱۰ پیش از میلاد در سفری اکتشافی درگذشت. مرگ او را ابتدا مخفی نگه‌داشتند، به‌طوری حتی همراهان امپراتور نیز متوجه مرگ او نشدند. صفوف ملازمان و خادمان همراه با جسد امپراتور از سراسر چین گذشتند. تابستان گرمی بود و جسد کم‌کم داشت می‌پوسید. به همین دلیل دوستان و آشنایان نزدیک امپراتور ارابه‌ای را پر از ماهی گندیده کردند و همراه خود به راه انداختند تا بوی آنها، بوی تعفن جسد را بپوشاند. پس از دو ماه، مراسم خاکسپاری نخستین امپراتور چین در پایتخت و با چنان شکوهی برگزار شد که تا آن زمان سابقه نداشت. کارکنان سیاهپوش دربار و جنگجویان مسلح کنار ورودی دروازه شرقی آرامگاه ایستادند. هدایت مشایعت کنندگان بر عهده راهبی بود که باید ارواح و شیاطین را از آنجا دور می‌کرد. تابوت چوبی را در عمق ۵۰ متری قرار دادند. در این قسمت نیز، راهبانی به انتظار ایستاده بودند تا مراسم خاکسپاری را اجرا کنند. سوماچین مورخ نوشته است: «بعد از آنکه نخستین امپراتور در گور جای گرفت و فضای داخل مقبره مسدود شد، دروازه‌های بیرونی و میانی را مهر و موم کردند.»

#### دیوار چین
نخستین امپراتور دستور داد دیوار بزرگ را بسازند تا او بتواند امپراتوریش را از تجاوز بیابان نشینان شمالی حفظ کند. برای این منظور،
او حصارها و خاکریزهای دفاعی عریض را به صورت قلعه‌ای یکپارچه درآورد که حدود ۵۰۰۰ کیلومتر امتداد داشت و مرزهای شمالی و شرقی چین را دربرداشت. برج‌های دیوار، پایگاه‌هایی نظامی بودند که انبارهای مهمات و محل سکونت سربازان در آن‌ها قرار داشت. از داخل برج‌ها می‌توانستند با کمک آتش، دود یا علامت‌های صوتی خاصی، اخبار مهم را تا فاصله‌ای دور مخابره کنند. شی هوانگ تی دژی به طول ۵۰۰۰کیلومتر با ۲۵۰۰۰برج نگهبانی در مرز شمالی چین شکل داد. برای ساخت این دیوار افراد زیادی به بیگاری گرفته شدند که بسیاری از آن‌ها در هنگام کار جان سپردند. این دیوار بعدها در زمان سلسله مینگ باز سازی شد و طول آن به ۷۰۰۰ کیلومتر رسید.

#### فروپاشی سلسلهٔ چین
بعد از مرگ شی هوانگ دی، آشوب و ناآرامی سراسر کشور را فرا گرفت. زی پینگ آخرین شاه سلسلهٔ چین، از کشاورزی به نام «لیوبانگ» رهبر شورشیان، شکست خورد و با پیروزی لیوبانگ عصر تازه‌ای در تاریخ چین آغاز گشت.

### سلسلهٔ هان
لیوبانگ نام «هان گائو زو» را برای خود برگزید. او ۷ سال سلطنت کرد. پس از وی، پسرش «هودی» بر تخت سلطنت نشست. اما در آن زمان کلیه قدرت اصلی و اجرایی با مشت آهنین در دست «لو ژی» امپراتریس امپراتور گائوزو بود. او جمعآ ۱۶ سال سلطنت کرد و قدرت مطلق را بصورت شهوانی به تنهایی در حکومت اعمال می‌کرد. در آن زمان حکومت هان دوران آغازین و طلایی خود را می‌گذراند. پس از مرگ هوی، ۸ سال از مرگش را در عمل حکومت مادرش لو ژی بود و بعد، ون هان بر تخت سلطنت نشست. او مالیات‌ها را کاهش داد و هان دوران شکوفایی خود را آغاز کرد. پسرش جینگ، امپراتوری‌هان را به اوج عظمت خود رساند. حکومت ون و جینگ، یکی از شکوفاترین اعصار چین از نظر هنر، توسعه روابط دوستانه و رفاه اجتماعی بود. سلسله‌هان در دوره ۵۳ ساله «وو دی» از سال ۱۴۱ تا ۸۷ پیش از میلاد به اوج عظمت خود رسید. در این دوره چینی‌ها به آسیای مرکزی هجوم بردند و حتی به کره و اندونزی رسیدند. اساس چنین رفاه و توسعه‌ای، مبادلات فرهنگی و تجاری با کشورهای آسیایی و هند بود. در همین دوره، جاده‌ای برای رفت و آمد کاروان‌ها ساخته شد که به جاده ابریشم معروف است.

### فروپاشی امپراتوری هان غربی
هنگامی که دوران عظمت هان به پایان رسید، شخصی به نام «وانگ مانگ» بر ضد حکومت شورش کرد. او در سال ۸ میلادی سلطنت را از آن خود کرد و با این اتفاق، دوران امپراتوری هان غربی پایان یافت و تا ۱۷ سال بعد حکومت «شین» بر چین حکومت می‌کرد.

### امپراتوری‌هان شرقی
«لیو شیو» با کمک ارتش لولین، قدرت را در سال ۲۵ میلادی تصاحب کرد و وانگ مانگ را شکست داد. او سلسله هان شرقی را تأسیس کرد و نام خود را به «گوان وو دی» تغییر داد و شهر «لویانگ» را پایتخت خود قرار داد. در دوران هان شرقی پیشرفت علم و دانش و رفاه از سلسله‌هان غربی هم بیشتر شد. در این دوران کاغذ برای نخستین بار به وجود آمد. نخستین دستگاه زلزله‌نگاری در این دوران به وجود آمد و برای نخستین بار در تاریخ جهان، «هوا توا» پزشکی بود که از بی‌حسی برای عمل جراحی استفاده کرد.

### فروپاشی سلسله‌هان شرقی
در اواخر سلطنت‌هان شرقی، شورش‌های متعدد دهقانی، حکومت را فلج کرده بود. حتی ارتش امپراتوری هم، قادر به سرکوب شورشیان نبود. سرانجام، آخرین امپراتور هان شرقی، از مقام خود کناره‌گیری کرد و با استعفای او سلسله هان شرقی و دوران چین باستان به پایان رسید.

### جاده ابریشم
جاده ابریشم حدود ۱۳۰۰۰ کیلومتر طول داشت و از چانگ آن، پایتخت سلسله هان، تا سمرقند کشیده شده بود. این جاده به طرف دریای خزر امتداد می‌یافت و از ری، زنجان، تبریز، بغداد، دمشق و سواحل مدیترانه می‌گذشت. در سال ۱۱۵ پیش از میلاد، یکی از فرمانبرداران چینی «وو دی» امپراتور چین، به غرب فرستاده شد. چینی‌ها نخستین بار اخبار مربوط به تمدن‌های خارج از چین را از او شنیدند.

## دوران مدرن

### افول امپراطوری چین
افول و سقوط آخرین دودمان سلطنتی چین -خاندان چینگ- از اوائل قرن ۱۹ زمانی که این دودمان از پاسخ به نیازهای جمعیت رو به رشد ناتوان ماند، آغاز شد. مشروعیت سلطنت همچنین در طول جنگ تریاک با بریتانیا در ۱۸۳۹ تا ۱۸۴۲ بیش از پیش تضعیف گشت و چین را وادار کرد تا درهایش به روی تاجران و مبلغان دنیای خارج باز کند. نارضایتی فزاینده باعث شورش تایپینگ در ۱۸۵۰ تا ۱۸۶۴ شد که توسط یکی از مبلغان کنفوسیوسی «هانگ شیوچان» رهبری می‌شد. شیوچان معتقد بود که او برادر کوچک‌تر عیسی مسیح و مسئول آوردن اخلاقیات مسیحی به چین است. این شورش با قتل ۲۰ تا ۴۰ میلیون نفر با کمک غربی‌ها سرکوب شد. نهایتاً دودمان سلطنتی چینگ در اثر شکست چین از ژاپن در جنگ ۱۸۹۴–۱۸۹۵ ضربهٔ نهایی را خورد.

### ملی‌گرایی و آشوب (۱۹۱۱–۱۹۴۹)
با افزایش فشار برای تغییر انقلابی، یک پزشک مهاجر چینی به نام «سون یات-سن» (۱۸۶۶–۱۹۲۵)، انجمنی مخفی میان چینی‌هایی که در خارج زندگی می‌کردند تأسیس کرد. طرفداران سون از مراکزشان در توکیو و هانوی حملاتی را به نظام امپراطوری ترتیب دادند و نهایتاً (در تلاش یازدهم‌شان) در اکتبر ۱۹۱۱ موفق شدند. با این حال حکومت سون برای مشروعیت خود شدیداً به ارتش متکی و از کسب حمایت مردم ناتوان بود. به این خاطر به زودی قدرت را از دست داد و چین به آشوب کشیده شد. بین سال ۱۹۱۶ تا ۱۹۲۶ چین در درگیری میان جنگ‌سالاران تکه‌تکه شده بود. در سال ۱۹۲۲ سون که از گرفتن کمک غرب ناتوان بود، قراردادی را با کمینترن شوروی منعقد کرد که طی آن او برای تغییر اساسی در حزب ملی‌گرای خود و دریافت اسلحه و آموزش نظامی برای ارتش چین از شوروی کمک دریافت می‌کرد. همچنین به منظور اتحاد دوبارهٔ چین او وارد یک ائتلاف ظاهری با حزب تازه تأسیس کمونیست چین شد که در سال ۱۹۲۱ تأسیس شده بود.
با مرگ سون در ۱۹۲۵ فرماندهٔ ارشد نظامی او «چیانگ کای-شک» جانشین او شد که از کمونیسم متنفر بود و هدف خود را شکست جنگ‌سالاران و اتحاد چین اعلام می‌کرد. در تلاش برای اتحاد دوبارهٔ چین چیانگ در ژوئن ۱۹۲۷ یک حملهٔ برق‌آسا به حزب کمونیست چین صورت داد که به آن قتل‌عام شانگ‌های می‌گویند و مشاوران شوروی را از چین اخراج کرد. او سپس یک حکومت راست‌گرای ملی‌گرا در نانجینگ تأسیس کرد که در غرب عموماً به عنوان حکومت مشروع چین شناخته شد. اگرچه او نظام مدیریتی و آموزشی چین را بهبود بخشید و ارتشی با آموزش آلمانی بنا کرد، چیانگ مرتکب این اشتباه حیاتی شد که هیچ کاری برای اصلاحات ارضی و بهبود اوضاع دهقانان انجام نداد.
در این مقطع برخی از چینی‌ها راه‌حل مشکلات خود را در حزب کمونیست چین جستجو می‌کردند. این حزب که در سال ۱۹۲۷ توسط چیانگ غیرقانونی شده بود برای بقای خود در قالب گروه‌های زیرزمینی در شهرها و شوراهای آزمایشی کوچک در مناطق روستایی فعالیت می‌کرد. حزب کمونیست به مرور تحت نفوذ مائو تسه‌تونگ قرار گرفت. کارزاری برای سرکوب حزب کمونیست توسط حزب ملی‌گرا مائو را وادار کرد ۱۵۰ هزار نفر از طرفداران خود را در طول «مارش بزرگ» به سمت غرب ببرد. این مهاجرت یک سال طول کشید و حزب تقریباً ۹۰ درصد از اعضای خود را به بیماری، گرسنگی و حملات ملی‌گرایان از دست داد اما مائو توانست به نقطه‌ای برسد که از دسترس ملی‌گرایان دور بود و در این‌جا کنترل خود بر حزب کمونیست چین را افزایش داد.
در سال ۱۹۳۶ چیانگ مجبور به قبول یک اتحاد دوباره با حزب کمونیست چین برای پیروزی بر ژاپنی‌ها شد که در ۱۹۳۱ به مانچوریا حمله کرده بودند. ارتش سرخ مائو با وجود شکست‌های متعدد نظامی موفق به افزایش اعضای خود شد. وقتی در سال ۱۹۴۵ ژاپن تسلیم شد و میان ملی‌گرایان و ارتش سرخ جنگ داخلی شکل گرفت، مائو در موقعیت خوبی قرار داشت. تلاش‌ها برای میانجی‌گری توسط ایالات متحده شکست خورد و در سال ۱۹۴۹ چیانگ با طرفداران‌ش به تایوان فرار کرد. در ۱ اکتبر ۱۹۴۹ «جمهوری خلق چین» در پکن تأسیس شد.

### جمهوری خلق چین
۱ اکتبر ۱۹۴۹ میلادی جمهوری خلق چین به رهبری مائو تسه‌تونگ رسمیت یافت و این روز به عنوان روز ملی این کشور نامگذاری شد. با تسلیم ژاپن در پایان جنگ جهانی دوم، ارتش این کشور مناطق اشغالی چین را تخلیه کرد و عقب‌نشینی نمود. از آن پس نواحی آزاد شده به رهبری مائو تسه‌تونگ تحت تسلط کمونیست‌ها قرار گرفت و این امر آتش جنگ داخلی چین را شعله‌ور ساخت. در این جنگ، قوای کمونیست مائو بر نیروهای ملی‌گرای؛ چیانگ کای‌شک پیروز شده و رژیم وی را ساقط کردند. چیانگ کای‌شک به جای اینکه به کانتون، پایتخت موقت چین در جنوب این کشور برود، به جزیره تایوان رفت و دولت چین ملی را در آنجا تشکیل داد. فرار چیانگ کای‌شک به تایوان که از نومیدی کامل او در جلوگیری از سقوط چین به دست کمونیست‌ها حکایت می‌کرد، روحیه باقی‌مانده نیروهای دولتی چین را به شدت تضعیف کرد و کمونیست‌ها در مدتی کمتر از چهارماه، باقی‌مانده خاک چین را بدون مقاومت زیادی به تصرف خود درآوردند. در نهایت در اول اکتبر ۱۹۴۹ م، جمهوری خلق چین به رهبری مائو در پکن اعلام گردید؛ و روز اول اکتبر سال‌روز تأسیس جمهوری خلق چین در سال ۱۹۴۹ م به عنوان روز ملی این کشور نام‌گذاری شد.